# Phacellodomus inornatus
A Phacellodomus inornatus a madarak (Aves) osztályának verébalakúak (Passeriformes) rendjébe és a fazekasmadár-félék (Furnariidae) családjába tartozó faj.

## Rendszerezése
A fajt Robert Ridgway amerikai ornitológus írta le 1887-ben. Egyes szervezetek a Phacellodomus rufifrons alfajaként sorolják be 	Phacellodomus rufifrons inornatus néven.

## Alfajai
- Phacellodomus inornatus inornatus Ridgway, 1887
- Phacellodomus inornatus castilloi Phelps Jr & Aveledo, 1987

## Előfordulása
Dél-Amerika északnyugati részén, Kolumbia és Venezuela területén honos. Természetes élőhelyei a szubtrópusi és trópusi síkvidéki esőerdők, száraz erdők, szavannák és cserjések, valamint másodlagos erdők. Állandó, nem vonuló faj.

## Természetvédelmi helyzete
Az elterjedési területe nagyon nagy, egyedszáma pedig stabil. A Természetvédelmi Világszövetség Vörös listáján nem fenyegetett fajként szerepel.